# Сенед
| s | n | d | i |

Сенед — египетский фараон из II династии. Под именем Сенедж (значит «Ужасающий») он известен из Саккарского и Туринского царских списков. В Абидоском списке он назван Сенеди. Манефон передал его имя по-гречески, как Сетенес (Sethenes) и отводит ему царствование в 41 год.
Согласно поздним спискам фараонов, второй преемник Нинечера был фараон именуемый по Несут Бити — Сенед. Однако надписей, доказывающих существование этого фараона, пока не обнаружено. Лучшие доказательства — блок, написанный словами nswt — bity Snd, повторно использованный в погребальном храме фараона Хафра в Гизе. Это может быть II династия, хотя эпиграфия надписи склонна предполагать несколько более позднюю дату. Бесспорно, надпись IV династии в гробнице Шери обеспечивает второе упоминание о фараоне Сенеде, и указывает, что его погребальный культ прославлялся в Саккара и был всё ещё актуален более чем 100 лет после его смерти. Титулы Шери предполагали связь между погребальными культами Сенеда и Перибсена, фараонов II династии, который засвидетельствован только в Верхнем Египте. Если Сенед правил только на севере, а Перибсен только на юге, сопоставив эти два культа в Саккара, указывают, что территориальное разделение было предложено после царствования Нинечера.
Единственное имя Сенед находится на поясе бронзовой статуэтки Позднего периода. Однако неясен Сенед современной египтологии, но его ещё помнили его соотечественники спустя столетия после смерти.
Гробница Сенеда не была идентифицирована. Учитывая ссылку на его погребальный культ в надписях Шери, она могла быть расположена где-нибудь в Саккара. Было предложено мнение, хотя без убедительного доказательства, что галереи ниже западного горного массива ступенчатой пирамиды, возможно были гробницей Сенеда, так же как и гробница Шери (начальник царских погребальных жрецов) вероятно тоже похоронили на севере.